# Eilenburg
Eilenburg è una città del libero stato della Sassonia, Germania, nel circondario della Sassonia settentrionale.
È attraversata dal fiume Mulde.
Eilenburg si fregia del titolo di "Grande città circondariale" (Große Kreisstadt).

## Amministrazione

### Gemellaggi
- Jihlava, Repubblica Ceca
- Butzbach, Germania
- Anjalankoski, Finlandia
- Tiraspol, Moldavia
- Rawicz, Polonia
- Suchumi, Georgia